# 托西亚
托西亚（法語：Tossiat，法語發音：[tɔsja] ⓘ）是法国安省的一个市镇，位于该省中部，属于布雷斯地区布尔格区。

## 地理
托西亚（46°8'28"N, 5°18'54"E）面积10.17 平方千米，位于法国奥弗涅-罗讷-阿尔卑斯大区安省，该省份为法国东部省份，北起汝拉省，西北接索恩-卢瓦尔省，西接罗讷省和里昂大都会，南至伊泽尔省，东与萨瓦省、上萨瓦省和瑞士接壤。
与托西亚接壤的市镇（或旧市镇、城区）包括：塞尔蒂讷、茹尔南、蒙塔尼亚、勒沃纳、圣马丹迪蒙。

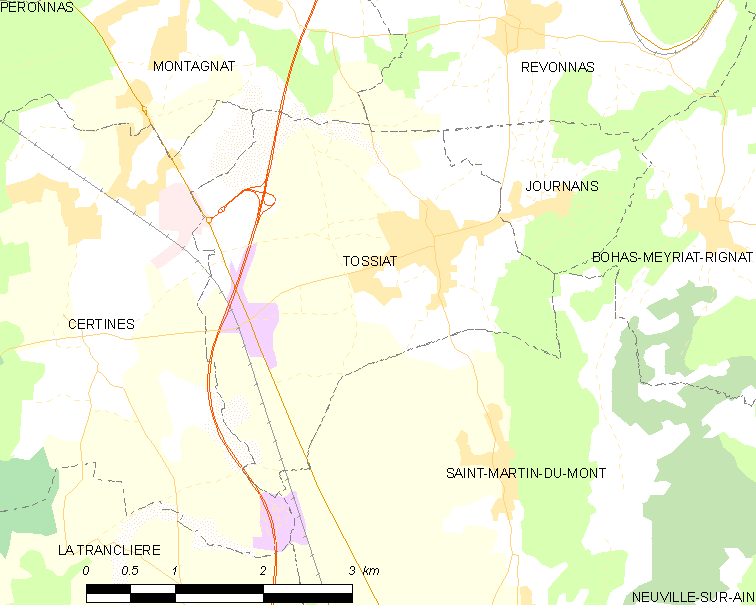
托西亚的OSM定位图

托西亚的时区为UTC+01:00、UTC+02:00（夏令时）。

## 行政
托西亚的邮政编码为01250，INSEE市镇编码为01422。

## 政治
托西亚所属的省级选区为塞泽里亚县。

## 人口

1962-2008年间托西亚人口变化图示

托西亚于2022年1月1日时的人口数量为1389人。